# Carèlia
|  | Per a altres significats, vegeu «Carèlia (desambiguació)». |

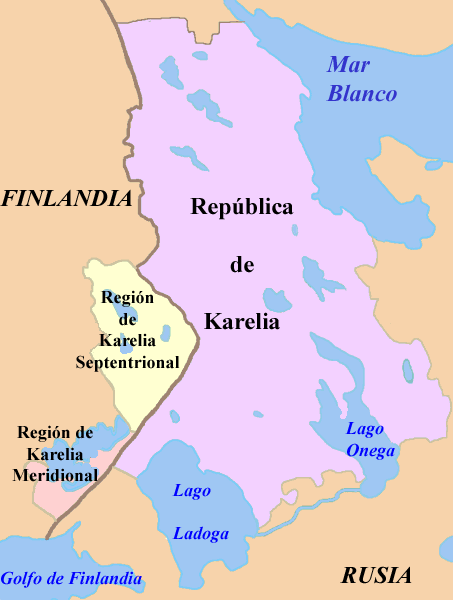
Actuals divisions polítiques de Carèlia

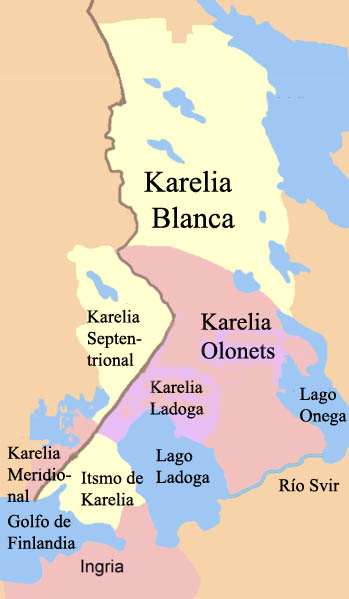
Mapa que mostra les divisions tradicionals de Carèlia.

Carèlia és la terra que habiten els carelians, i una regió històricament significativa per Rússia, Finlàndia, i Suècia. Actualment està dividida entre la República de Carèlia i l'óblast de Leningrad, a Rússia, i la Carèlia Meridional i la Carèlia Septentrional a Finlàndia.
En carelià, finès i estonià Carelia es diu Karjala; en rus Карелия (Kareliya), i en suec Karelen. Històricament, zones de Carèlia han format part també de Suècia, de Nóvgorod i de Rússia. No ha estat mai una àrea unida administrativament.

## Història
Suècia i la República de Nóvgorod van lluitar per dominar Carelia i Íngria en el segle xiii. El Tractat de Nöteborg de 1323 va dividir Carèlia entre ambdós països. Vyborg (Viipuri en carelià) esdevingué la capital de la nova província sueca.
Carèlia passà a formar part de l'estat de Moscòvia el 1478, quan fou incorporada a Nóvgorod. Tanmateix, les primers peticions russes de caràcter colonial no es van produir fins al 1560, quan els russos cercaven una sortida al Mar Bàltic. Pel Tractat de Stolbovo del 1617, Rússia hagué de cedir a Suècia tot l'istme de Carèlia. Olonets/Aunus, construïda el 1649, esdevingué el nou centre administratiu i comercial de Carèlia.
Durant el període de l'imperi suec, la frontera entre Rússia i Suècia es va establir al llarg del llac Ladoga i el riu Sestra a l'istme d'Aunis. El Tractat de Nystad de 1721, entre l'imperi Rus i Suècia, concedia la major part de Carelia a Rússia. En una guerra de revenja, la Guerra dels Barrets, els russos van assolir avançar les seves posicions i dominaren gairebé la totalitat del territori.
Després de la conquesta de Finlàndia per Rússia en la Guerra de Finlàndia, parts de les províncies cedides (Antiga Finlàndia) es van incorporar al Gran Ducat de Finlàndia. En 1917 Finlàndia assolir la independència i la frontera es va confirmar mitjançant el Tractat de Tartu de 1920. Després del final de la Guerra Civil Russa, i l'establiment de la Unió Soviètica en 1922, la part russa de Carelia es va convertir en la República Socialista Soviètica Autònoma de Carèlia en 1923.
En 1939 la Unió Soviètica va atacar Finlàndia, començant la Guerra d'Hivern. Els finesos van combatre amb força èxit al nord de Carelia, assolint penetrar a la Carèlia Blanca, però a l'istme de Carèlia (o istme d'Aunis), les tropes russes van penetrar les defenses finlandeses. Per la Pau de Moscou la major part de la Carèlia finlandesa va ser lliurada a l'URSS. Més de 400.000 persones, gairebé el total de la població, va fugir, i l'hagueren de reallotjar. El 1941 aprofitant l'atac del Tercer Reich a l'URSS, Carèlia fou reconquerida durant tres anys (1941-1944), en els quals també la Carèlia Oriental fou ocupada pels finlandesos. En concloure la Segona Guerra Mundial el 1945 la gairebé totalitat de Carelia va ser reincorporada a l'URSS, inclosa en la República Federativa Socialista Soviètica de Rússia amb el nom de República Socialista Soviètica Carelo-Finlandesa, amb capital a la ciutat de Petrozavodsk.
El petit sector de Carèlia que ha restat en possessió de Finlàndia forma les regions de la Carèlia Septentrional, dins la província de Finlàndia Oriental i la Carèlia Meridional, dins la província de Finlàndia del Sud.

### Ciutats
- República de Carèlia

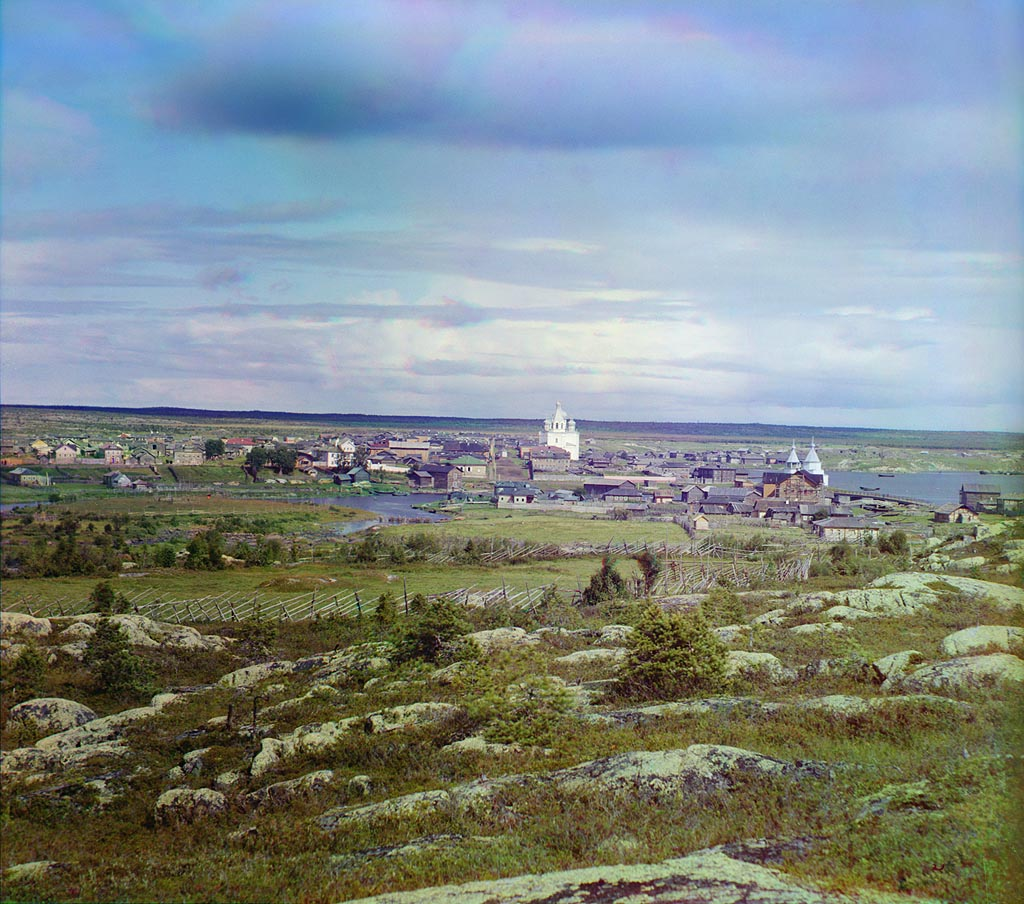
Vista de la vella ciutat de Kem' el 1911.

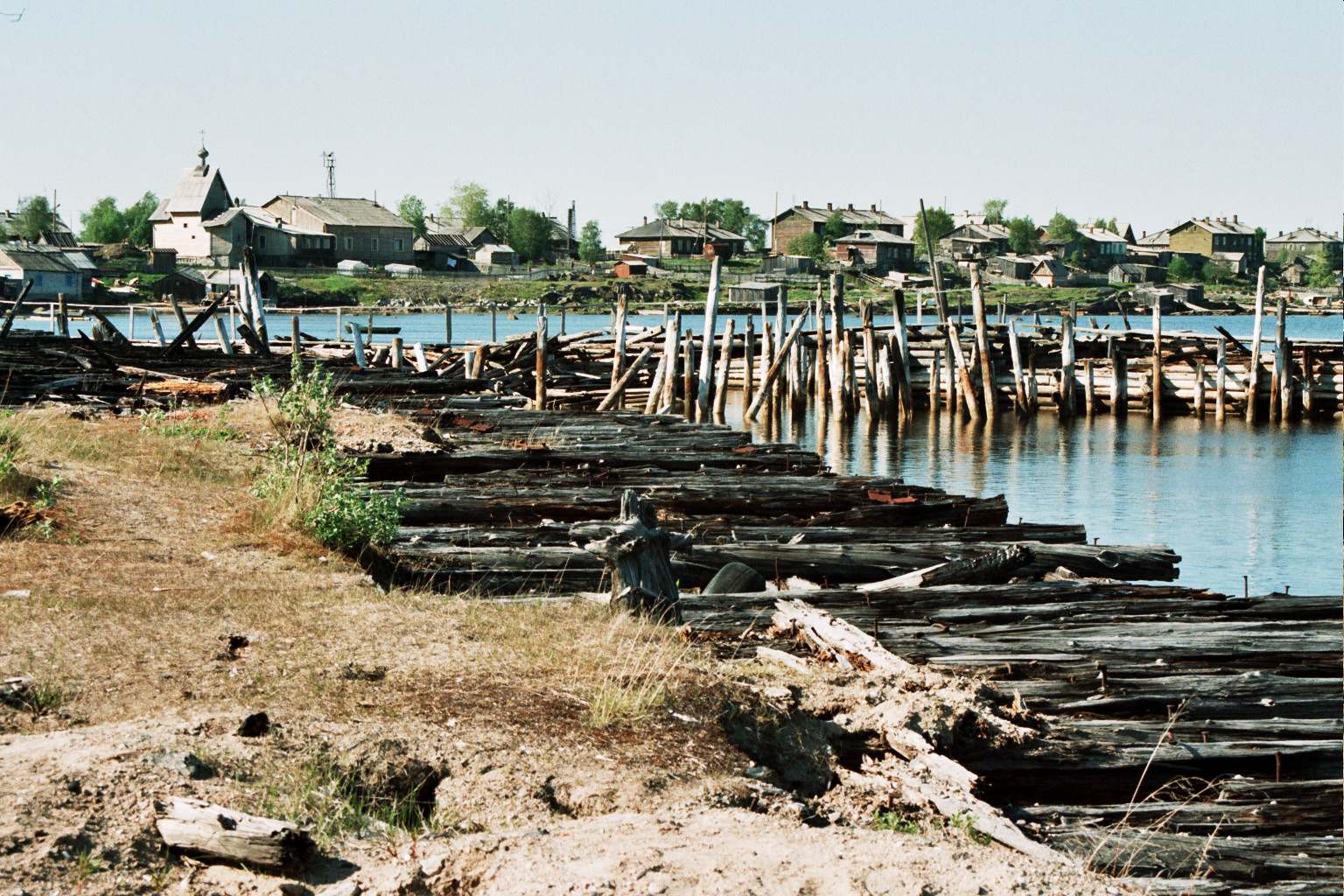
Port de Kem' al Mar Blanc.

  - Petrozavodsk (Петрозаводск, Petroskoi)
  - Medvezhyegorsk (Медвежьегорск, Karhumäki)
  - Kalevala (Калевала, Uhtua)
  - Kem (Кемь, Vienan Kemi, compara amb Kemi)
  - Kostomuksha (Костомукша, Kostamus)
  - Kóndopoga (Кондопога, Kontupohja)
  - Sortavala (Сортавала, Sortavala)
  - Segezha (Сегежа, Sekee)
  - Unitsa (Уница, Unitsa)
  - Pitkyaranta (Питкяранта, Pitkyaranta)
  - Olonets (Олонец, Aunus)
- Istme de Carèlia
  - Vyborg (Выборг, Viipuri/Viborg)
  - Priozersk (Приозерск, Käkisalmi/Kexholm)
- Carèlia Meridional
  - Imatra
  - Joutseno
  - Lappeenranta (Villmanstrand)
- Carèlia Septentrional
  - Joensuu
  - Kitee
  - Lieksa
  - Nurmes
  - Outokumpu

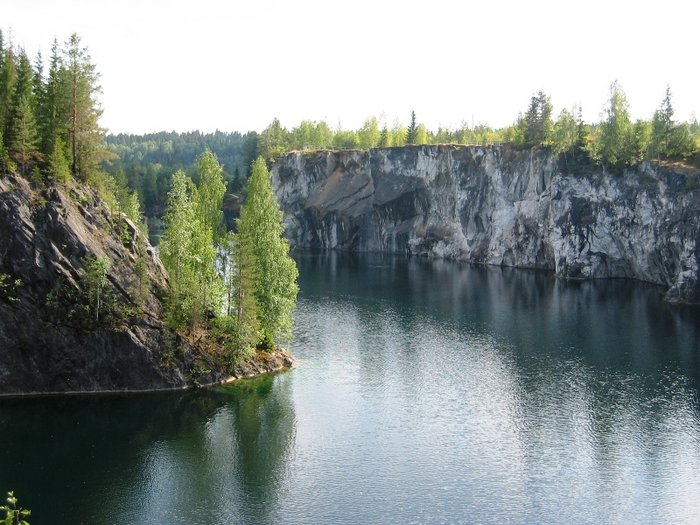
Parc de Ruskeala vora Sortavala
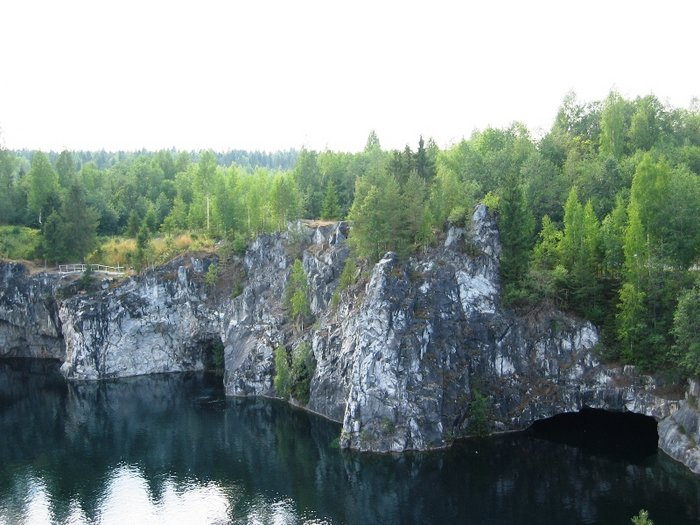
Parc de Ruskeala
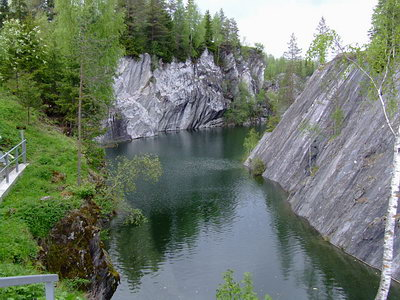
Llac de marbre a Ruskeala
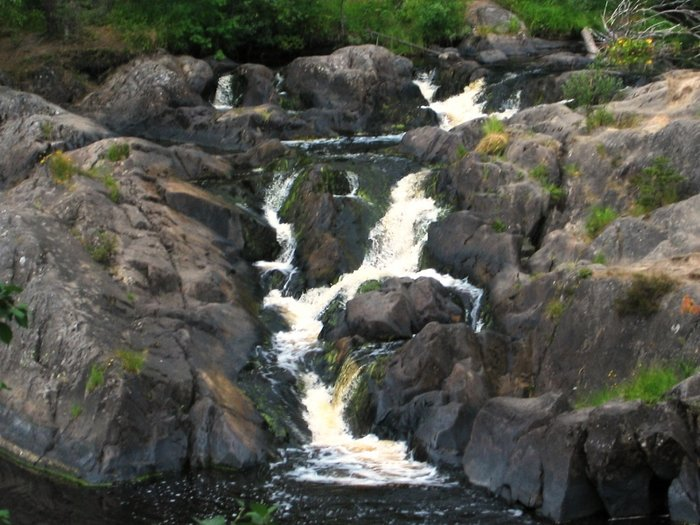
Cascada a Ruskeala